# Episodi de Il colore delle magnolie (quarta stagione)
La quarta stagione della serie televisiva Il colore delle magnolie è composta da 10 episodi ed è stata resa disponibile in tutto il mondo il 6 febbraio 2025 su Netflix.
| nº | Titolo originale           | Titolo italiano       | Pubblicazione originale | Pubblicazione in italiano |
| -- | -------------------------- | --------------------- | ----------------------- | ------------------------- |
| 1  | The Other Side of the Veil | L'altro lato del velo | 6 febbraio 2025         | 6 febbraio 2025           |
| 2  | Practical Dreams           | Sogni pratici         | 6 febbraio 2025         | 6 febbraio 2025           |
| 3  | Abundant Grace             | Grazia abbondante     | 6 febbraio 2025         | 6 febbraio 2025           |
| 4  | How Great Thou Art         | L'inno gospel         | 6 febbraio 2025         | 6 febbraio 2025           |
| 5  | True North                 | Una vera ispirazione  | 6 febbraio 2025         | 6 febbraio 2025           |
| 6  | Ring That Bell             | Suona la campana      | 6 febbraio 2025         | 6 febbraio 2025           |
| 7  | Hide and Seek              | Nascondino            | 6 febbraio 2025         | 6 febbraio 2025           |
| 8  | Walls and Doors            | Muri e porte          | 6 febbraio 2025         | 6 febbraio 2025           |
| 9  | Dance Your Sugarplum Off   | Balla fino a svenire  | 6 febbraio 2025         | 6 febbraio 2025           |
| 10 | Do Not Be Afraid           | Non avere paura       | 6 febbraio 2025         | 6 febbraio 2025           |